# Wschowa
Wschowaⓘ (em alemão: Fraustadt) é um município no oeste da Polônia. Pertence à voivodia da Lubúsquia, no condado de Wschowa. É a sede da comuna urbano-rural de Wschowa. Nos anos de 1975–1998, pertencia administrativamente à voivodia de Leszno.
Estende-se por uma área de 9,3 km², com 13 516 habitantes, segundo o censo de 31 de dezembro de 2021, com uma densidade populacional de 1 453,3 hab./km².
Wschowa está localizada na histórica Grande Polônia, na antiga Terra de Wschowa, da qual era a capital. Durante o reinado de Conrado I de Głogów e nos anos 1290–1343 pertencia ao Ducado de Głogów e, portanto, fazia parte da Baixa Silésia. Em 1343 Wschowa foi incorporada de volta à Grande Polônia com o restante da Terra de Wschowa por Casimiro, o Grande.

## Distritos
- Cidade Velha
- Jagiellonów
- Janusza Korczaka
- Zwycięstwa
- Nowe Ogrody
- Przylesie
- Zielony Rynek (Boczna)
- Zacisze (Europejskie, Unii Europejskiej)

## Demografia
Conforme os dados do Escritório Central de Estatística da Polônia (GUS) de 31 de dezembro de 2022, Wschowa é uma cidade pequena com uma população de 13 166 habitantes (12.º lugar na voivodia da Lubúsquia e 321.º na Polônia), tem uma área de 9,26 km² (22.º lugar na voivodia da Lubúsquia e 625.º lugar na Polônia) e uma densidade populacional de 1 421,81 hab./km² (7.º lugar na voivodia da Lubúsquia e 155.º lugar na Polônia). Nos anos 2002–2021, o número de habitantes diminuiu 7,3%.
Os habitantes de Wschowa constituem cerca de 34,36% da população do condado de Wschowa, constituindo 1,34% da população da voivodia da Lubúsquia.
| Descrição                         | Total      | Total    | Mulheres   | Mulheres | Homens     | Homens   |
| --------------------------------- | ---------- | -------- | ---------- | -------- | ---------- | -------- |
| unidade                           | habitantes | %        | habitantes | %        | habitantes | %        |
| população                         | 13 166     | 100      | 6 863      | 52,1     | 6 303      | 47,9     |
| superfície                        | 9,26 km²   | 9,26 km² | 9,26 km²   | 9,26 km² | 9,26 km²   | 9,26 km² |
| densidade populacional (hab./km²) | 1 421,81   | 1 421,81 | 740,76     | 740,76   | 681,05     | 681,05   |

O Atlas historyczny Polski. Mapas detalhados do século XVI. A edição coletiva da série, páginas 1717–1718, afirma que, no final do século XVI, Wschowa era provavelmente habitada por um mínimo de 2 200 pessoas (os registros de alistamento da segunda metade do século XVI indicam o número de 370 artesãos e 64 moinhos de vento); o sub-registro de 1631 da voivodia de Poznań lista 675 casas e, dependendo da taxa de conversão, a população de Wschowa na virada dos séculos XVI e XVII pode ser estimada entre 4 050 e 6 070 pessoas, enquanto a versão mais comumente aceita é que a população de Wschowa não excedia 5 000 habitantes.

## Toponímia

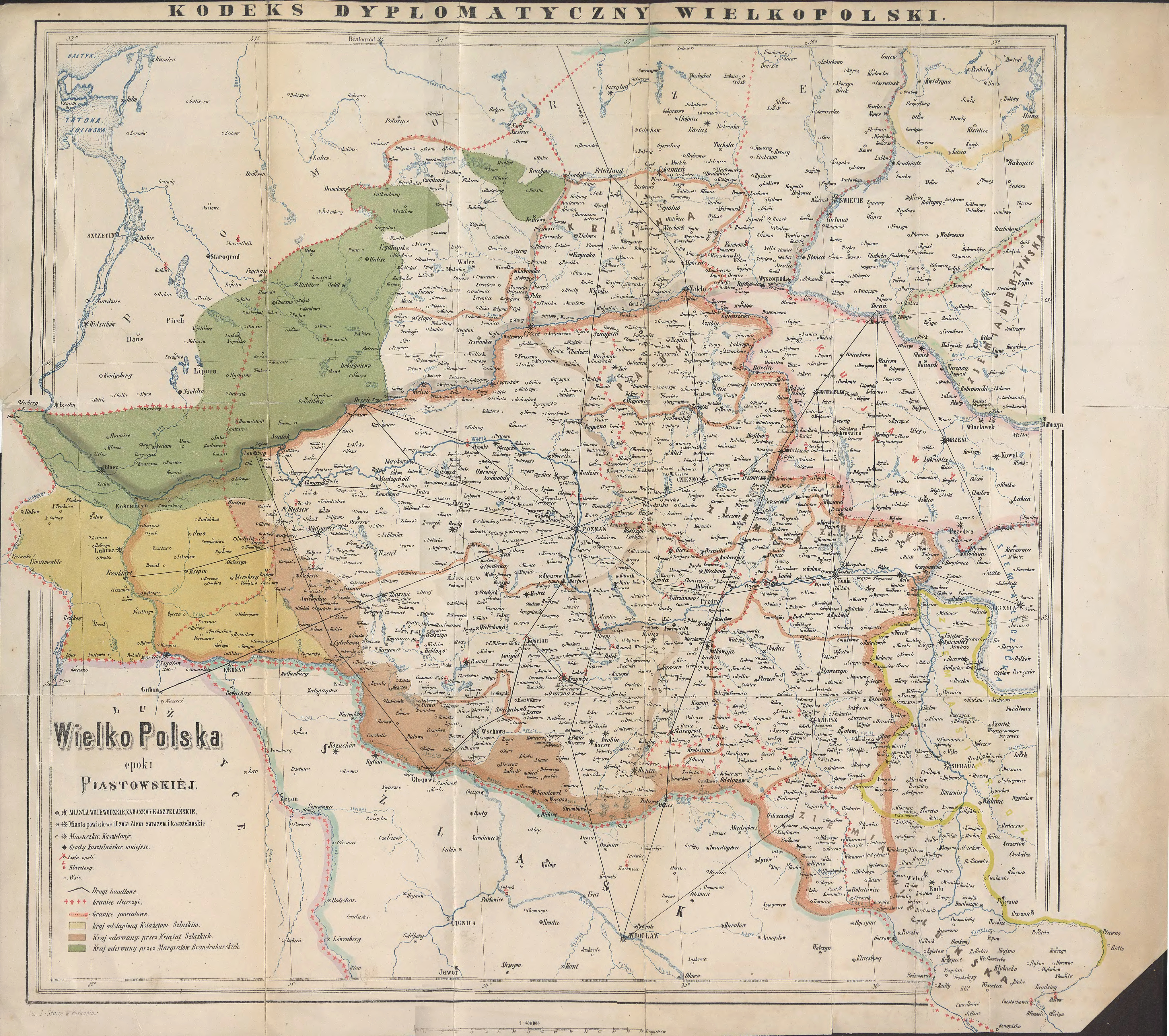
Wschowa no mapa histórico da Grande Polônia elaborado em 1888 de acordo com dados retirados do Código Diplomático da Grande Polônia

O nome polonês da cidade é interpretado de duas maneiras. Há uma hipótese de que esteja relacionado ao verbo schować (esconder), que em polonês antigo está na forma wysować. O nome da cidade pode indicar um lugar para se esconder. Também houve suporte para a versão que vem do nome do proprietário Wieszów, que deriva do nome pessoal Wiesz, sendo uma abreviação do nome Wielisław. Isso é indicado pela grafia mais antiga da cidade, Veschov. Na Polônia, Wieszowa é uma vila com um nome semelhante.
No livro latino Liber fundationis episcopatus Vratislaviensis (Livro da fundação do episcopado de Breslávia) escrito durante os tempos do bispo Henrique de Wierzbno nos anos 1295–1305, a aldeia é mencionada na forma latina de Weschowam Em 1613, o regionalista e historiador da Silésia, Mikołaj Henel de Prudnik, mencionou a cidade em seu trabalho sobre a geografia da Silésia intitulado Silesiographia dando seus nomes latinos: Fraustadium, Vuchonensium.
O nome alemão Fraustadt — mencionado pela primeira vez em 1290 no registro de Frovenstat no documento do príncipe Henrique de Głogów confirmando os direitos da cidade a 15 feudos na vila de Przyczyna — refere-se à Mãe de Deus, que era adorada na cidade, que foi revelado no sinete da cidade representando a entronizada Maria com o Menino Jesus. O nome atual foi estabelecido oficialmente em 7 de maio de 1946.

## História

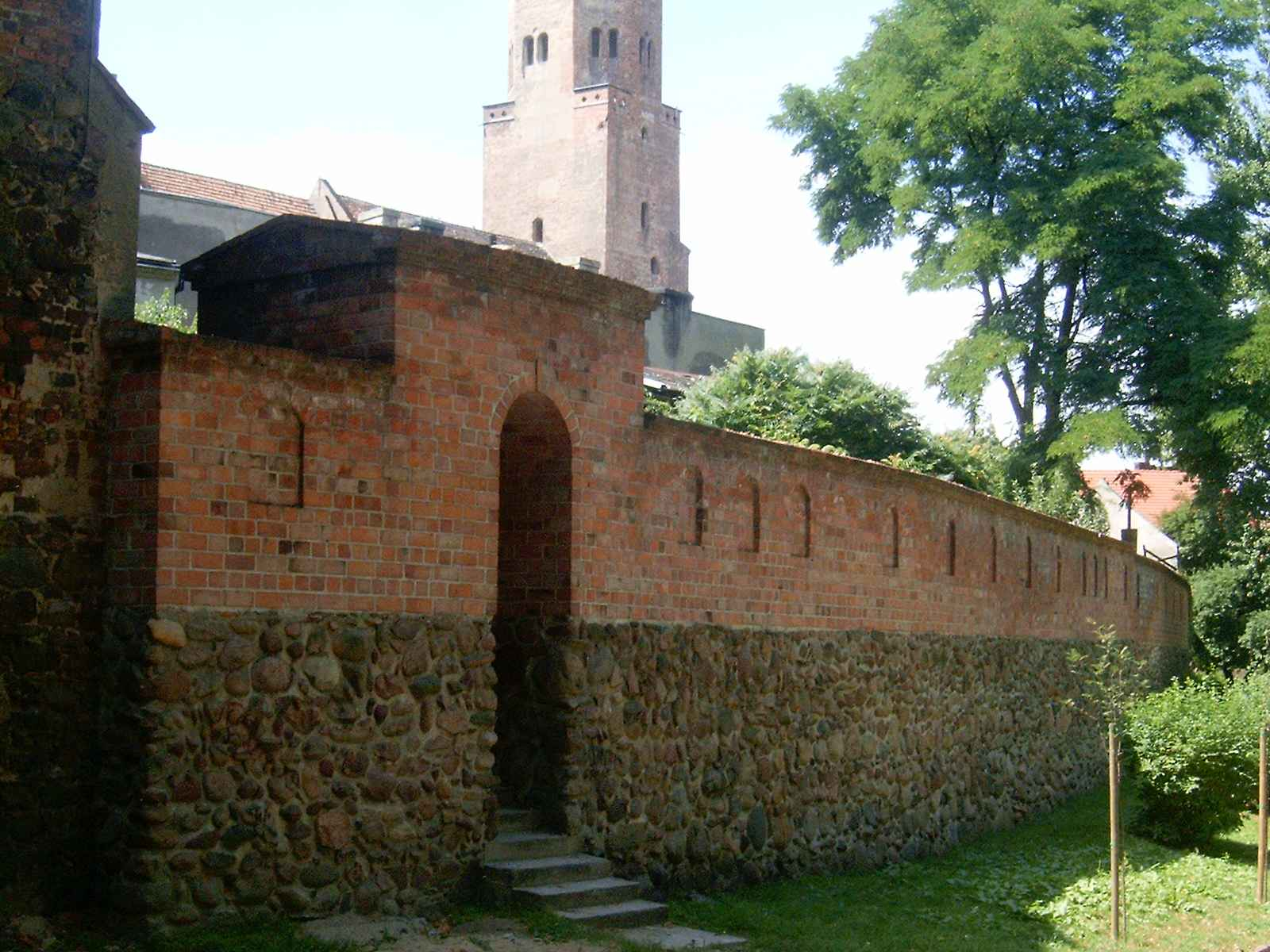
Muralhas defensivas, séculos XV e XVI

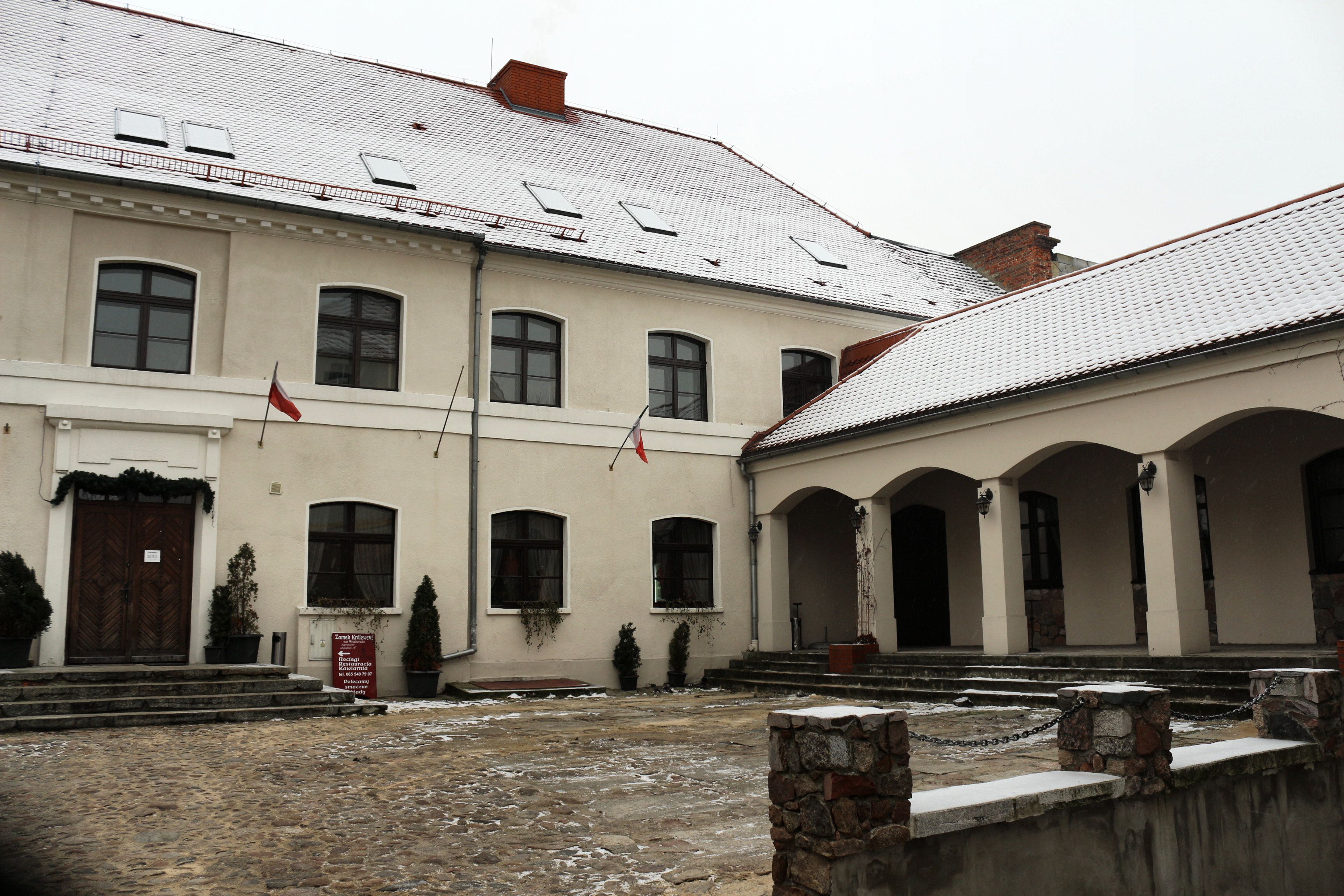
Castelo em Wschowa do século XIV, agora hotel e restaurante “Zamek królewski”

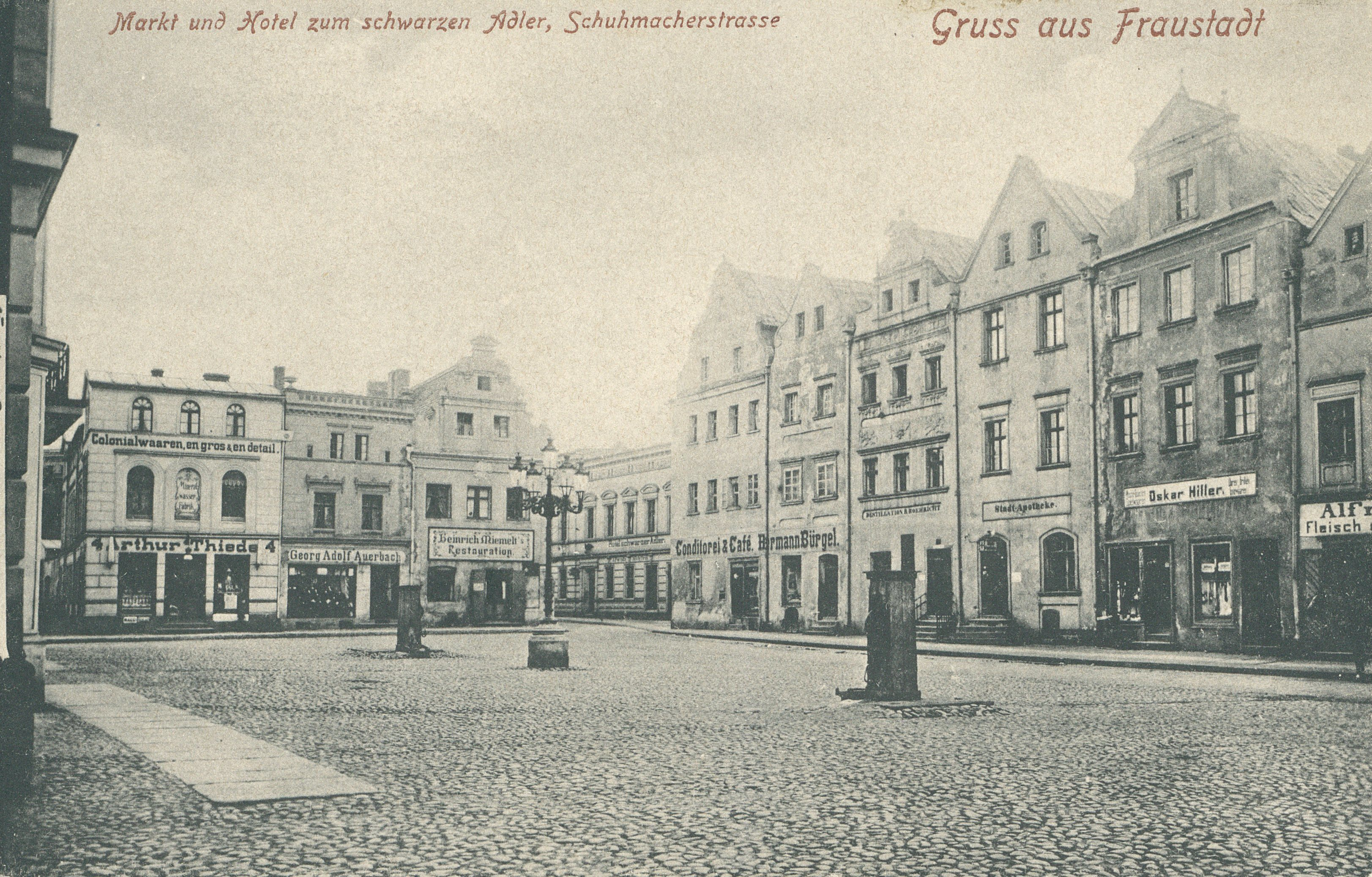
Praça principal antes de 1945

A aldeia estava situada na fronteira da Grande Polônia e Silésia. Originalmente fazia parte da Grande Polônia, mas em meados da Idade Média, como resultado das guerras distritais, foi conquistada e incorporada às fronteiras da Silésia pelos príncipes da Silésia.
Wschowa recebeu direitos de cidade no século XIII. A localização da cidade nas rotas comerciais de Poznań para Głogów e o Reino da Boêmia resultou no seu rápido desenvolvimento na época. Também a partir do século XIII, a cidade passou a ter um direito de cunhagem, concedido pelo duque Jan Ścinawski e posteriormente confirmado por Casimiro, o Grande. Em 10 de março de 1296, os príncipes da Cujávia, Vladislau, o Breve e Henrique III de Głogów concluíram um acordo perto de Krzywiń sobre a divisão da Grande Polônia e o arranjo da fronteira, e Wschowa tornou-se oficialmente parte do Ducado de Głogów, conforme as disposições do tratado, Henrique III incluiu todas as terras ao sul do rio Obra mais as castelanias de Zbąszyń e Wschowa. Para fortalecer o contrato, ficou decidido que Vladislau, o Breve, adotaria o filho de Henrique III — Henrique IV, o Fiel e faria dele seu sucessor em Poznań.
Em 1343, o rei Casimiro III, o Grande, reconectou a cidade à Polônia e, nos anos de 1345 e 1349, concedeu-lhe os privilégios de cidade real. Em 1365 casou-se aqui com a duquesa Edwiges de Żagań, em memória da qual deixou as relíquias de Santo Estanislau, que se tornou o segundo padroeiro da cidade depois da Bem-Aventurada Virgem Maria. Nos anos seguintes, a cidade foi visitada por monarcas como Ladislau II Jagelão, Casimiro IV Jagelão, Sigismundo I, o Velho, Augusto II (sete vezes) e Augusto III. A cidade era um conhecido centro de confecção de tecidos, também havia inúmeras oficinas de ourives, olaria, sapateiros e oficinas de fabricação de ferraduras, no total havia 50 guildas na cidade. Durante a Guerra dos Treze Anos, em 1458, saíram de Wschowa 20 soldados de infantaria para auxiliar a guarnição polonesa sitiada do Castelo de Malbork. Wschowa foi considerada uma das sete cidades mais ricas do Reino da Polônia e, no final do século XVI, depois de Poznań, era a cidade mais importante da Grande Polônia.
Wschowa, como sede de uma terra separada (condado), tornou-se também a sede dos tribunais nobres: os tribunais da terra e da cidade, que sobreviveram até as partições. O local onde os sejmiks eletivos da região de Wschowa realizaram reuniões do século XVI à primeira metade do século XVIII. Com base na lei emitida em 1404, uma casa da moeda foi fundada na cidade, que funcionou até cerca de 1655–1659. Em 1512, uma convenção foi realizada em Wschowa com representantes da Polônia, do Reino da Boêmia, do Eleitorado da Saxônia, do Ducado da Pomerânia Ocidental e de grandes cidades polonesas, como Cracóvia, Poznań e Gdansk, sobre o conflito comercial em andamento com Breslávia. Nos séculos XVI e XVII a cidade foi um centro do luteranismo. O século XVII foi um período de maior desenvolvimento da cidade, então o italiano, Niccolo Bacaralli, fundou a primeira fábrica de tecidos de tingimento na Polônia em Przedmieście Głogowskie.
Em 1633 o starosta Hieronim Radomicki construiu a “Cidade Nova” fora dos muros da cidade, que em 1642 recebeu a lei de Magdeburgo, também tinha uma prefeitura independente, governo local, hospital e escola. Em 13 de fevereiro de 1706, perto de Wschowa, entre as aldeias de Dębowa Łęka e Osowa Sień, durante a Terceira Guerra do Norte, ocorreu uma batalha entre as forças suecas e os exércitos da Saxônia e da Rússia, na qual os suecos obtiveram uma vitória decisiva. No século XVIII, os reis, Augusto II e Augusto III muitas vezes residiram aqui, e o Senado também operou aqui. Naquela época, Wschowa desempenhou o papel de segunda, “capital não oficial da Polônia”.
Wschowa obteve o direito de armazenamento em 1676.
Em 10 de julho de 1737, uma concordata com a Santa Sé foi concluída em Wschowa. Em 1779, o 6.º Regimento de Infantaria do Exército da Coroa estava estacionado em Wschowa.
Em 1793, como resultado da Segunda Partição da Polônia, Wschowa foi incorporada ao Reino da Prússia e incorporada à Silésia, criando o condado de Fraustadt. No período 1807–1815 pertencia ao Ducado de Varsóvia e depois novamente à Prússia. Sob o domínio prussiano, estradas e uma linha férrea foram construídas. Em 1881, a fábrica de açúcar inoperante começou a funcionar. Em 1905, 7 452 pessoas viviam na cidade, incluindo 86,2% de alemães, 10,1% de poloneses e 2,5% de judeus. Os evangélicos constituíam 53,3% da população e os católicos 43%.
Apesar de alguns preparativos, Wschowa não participou das atividades da Revolta na Grande Polônia. Devido à predominância da população alemã na cidade, após a Primeira Guerra Mundial, permaneceu dentro da Alemanha como um enclave da Marca Fronteiriça de Poznań-Prússia Ocidental (Grenzmark Posen-Westpreußen) na fronteira com a Comunidade polaco-lituana e a Baixa Silésia. Em 1938, Wschowa foi incorporada à Província da Silésia. Durante a Campanha de setembro de 1939, tropas do exército polonês chegaram a Wschowa e dispararam contra a cidade (Ataque a Wschowa).
Wschowa foi capturada pelo Exército Vermelho na noite de 31 de janeiro para 1 de fevereiro de 1945. Logo, após um intervalo de 152 anos, a cidade tornou-se novamente parte do Estado polonês, e os habitantes alemães da cidade foram deslocados pelo rio Óder. Eles foram substituídos por colonos poloneses, entre os quais os expatriados das fronteiras orientais eram de longe o grupo mais numeroso.
Nos anos 1945–1954, Wschowa foi a sede das comunas rurais de Wschowa–Sul e Wschowa-Norte. Nos anos 1999–2001, a cidade estava localizada no condado de Nowa Sól.
Em 4 de setembro de 2020, por decreto da Santa Sé, Nossa Senhora da Consolação de Wschowa foi proclamada padroeira da cidade.

## Monumentos históricos

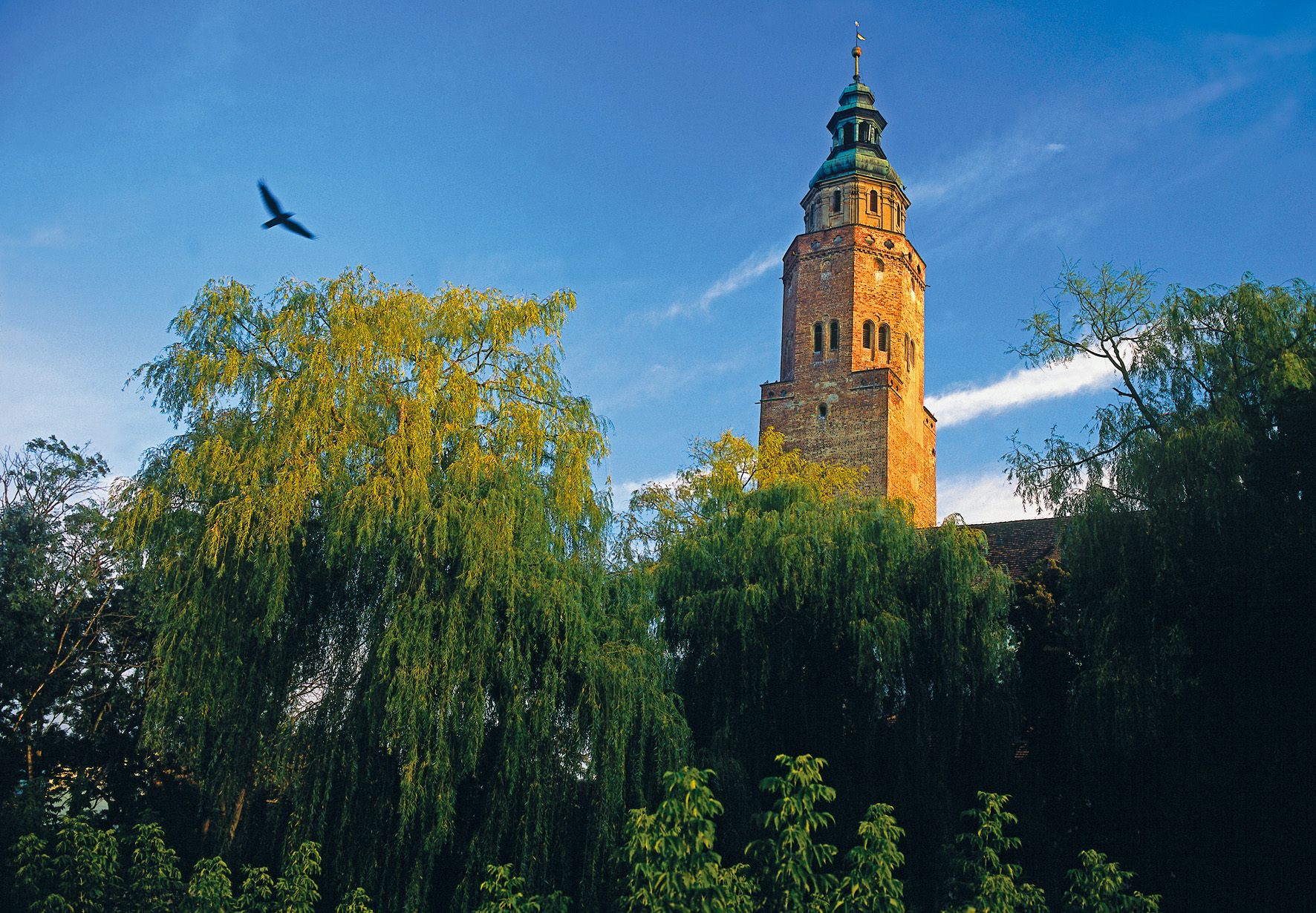
Igreja paroquial gótica de Santo Estanislau em Wschowa

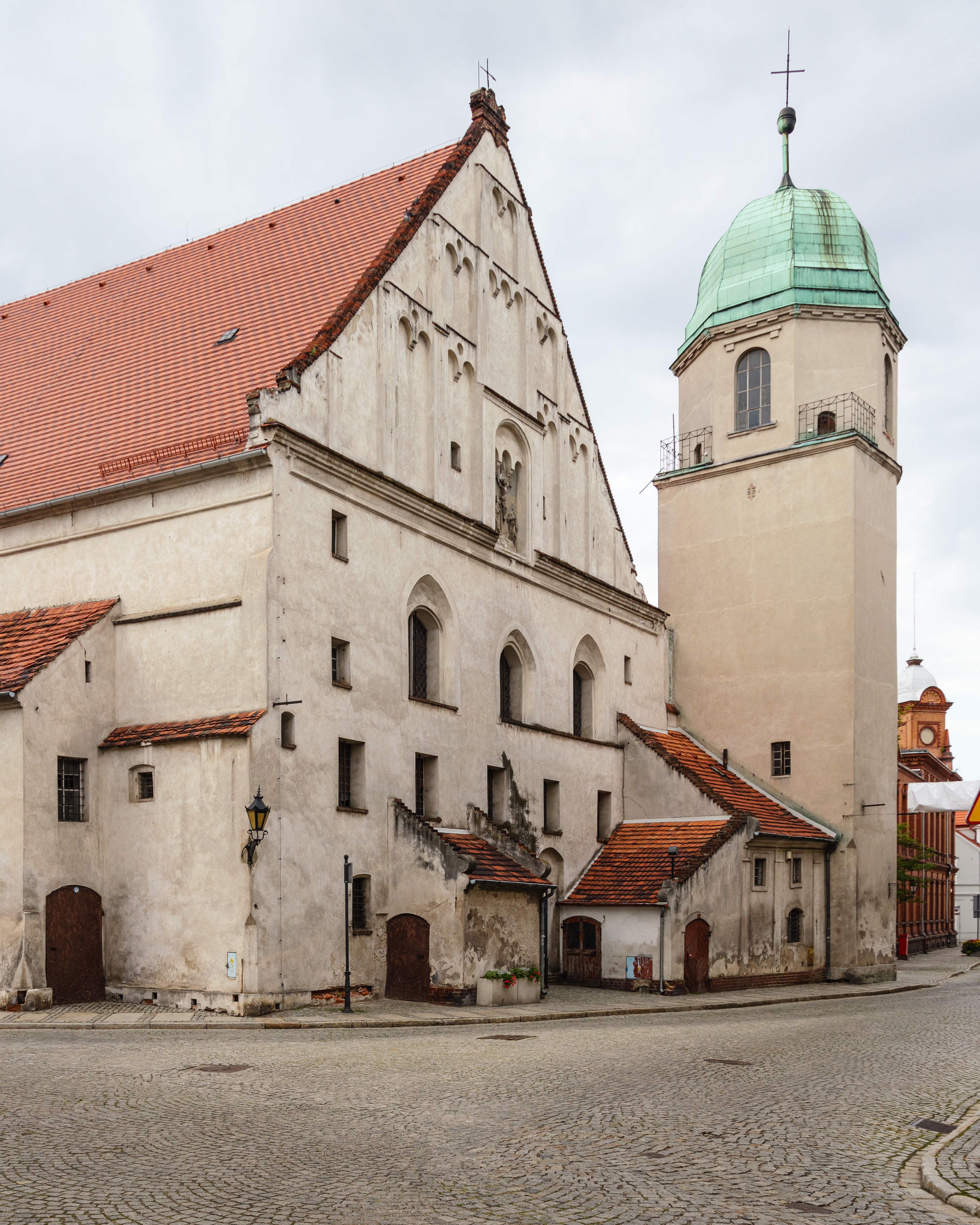
Igreja evangélica O Presépio de Cristo

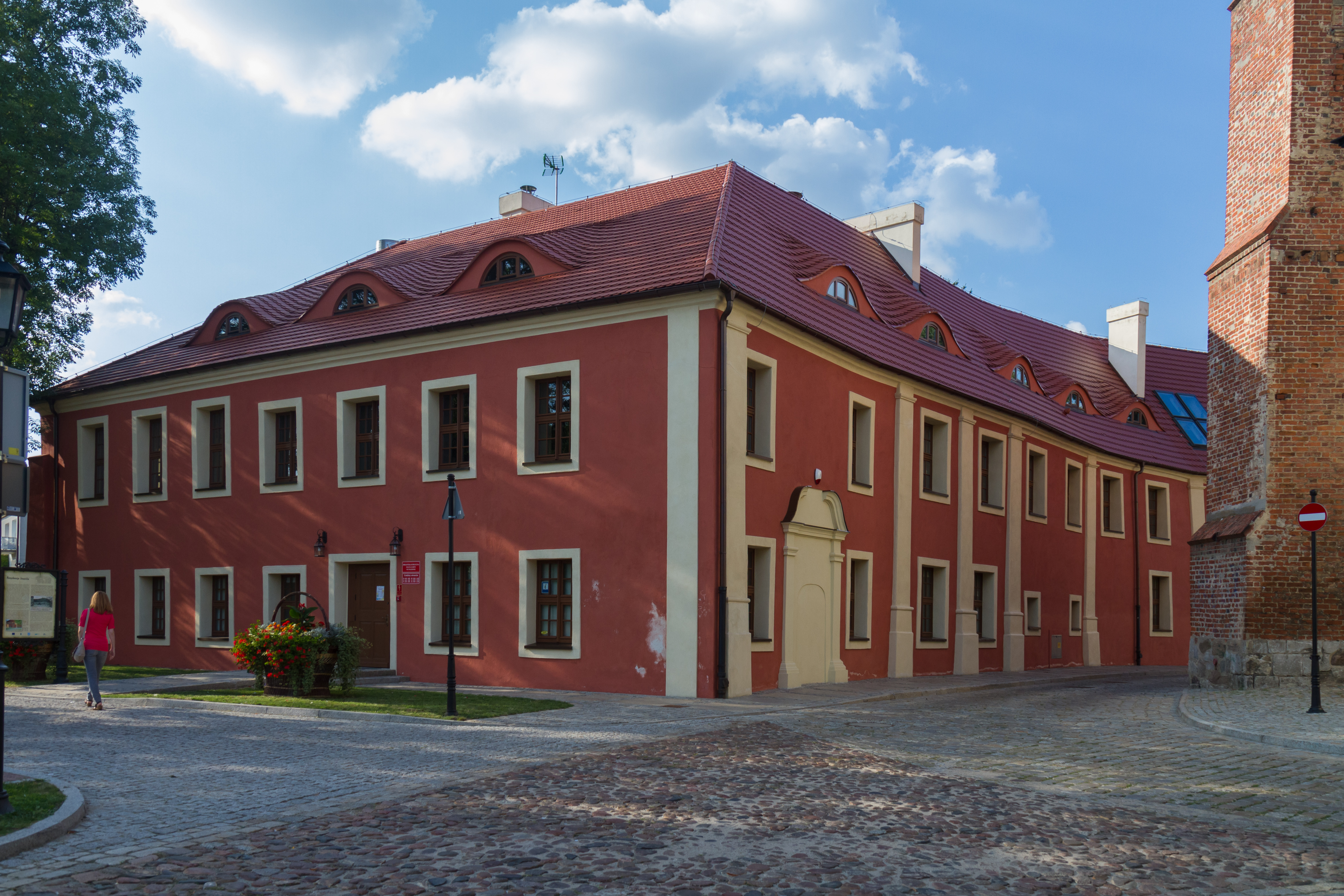
Antigo colégio jesuíta, agora museu e biblioteca

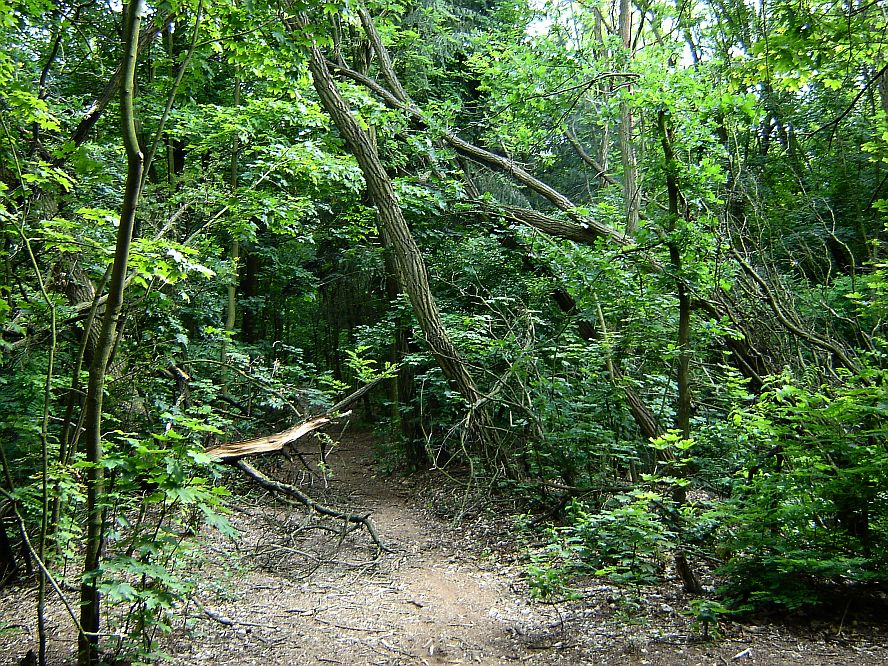
Parque Naturalista Municipal

Estão inscritos no registro provincial de monumentos:
- Cidade de Wschowa
- Igreja paroquial de Santo Estanislau e da Assunção da Bem-Aventurada Virgem Maria, gótico do século XIV, reconstruída no século XVI, século XVIII
- Presbitério da igreja paroquial, praça Farny 2, do início do século XIX
- Complexo do mosteiro franciscano do século XVII, depois reconstruído várias vezes, por exemplo, no século XIX:
  - Igreja de São José, de 1639, século XVIII
  - Mosteiro, de 1629, 1730, século XIX
  - Capela da Santa Cruz, do século XVIII
- Igreja evangélica, atualmente um ramo católico da Santíssima Trindade, praça Kosynierów, do século XIX
- Igreja Evangélica da Manjedoura de Cristo — Kripplein Christi, dos séculos XVII e XVIII; construída em 1604 a partir de dois edifícios residenciais góticos conectados, reconstruídos após um incêndio em 1647 com uma torre no Portão polonês e muralhas defensivas; atualmente abandonada. A torre adjacente tem uma função de exposição
- Residência jesuíta (antigo colégio), praça Farny 3, de 1727, foi criada combinando a adega e a antiga casa da moeda. Reconstruída após um incêndio em 2006, agora museu e biblioteca
- Muralhas defensivas, vestígios, do início dos séculos XV e XVI
- Prefeitura, de meados do século XVI, reconstruída em 1860
- Fonte da cidade: uma escultura de uma mulher em um reservatório de água octogonal, com uma coroa na cabeça e uma longa túnica, com uma cartela com uma inscrição em latim, Bravura diante da esperança, personificação do nome alemão da cidade (Fraustadt = Cidade de Nossa Senhora), exposta por ocasião da estadia do rei Augusto III na cidade
- Cemitério evangélico, atualmente abriga o Lapidário Rzeźby Nagrobnej, rua Spokojna — Solna — Polna, fundado em 1609, século XIX: cerca com claustro e portões, dos séculos XVII e XIX; capelas tumulares familiares: Teschner do século XVIII, Lauterbach do século XIX, Hoffmann do século XIX, Steiner do século XIX; o necrotério de 1819. Esta é a primeira necrópole evangélica na Polônia fora das muralhas da cidade[42]
- Avenida Lipowa, rua Lipowa
- Casas, rua Bema 11, 15, 17, de meados do século XIX, não existem
- Casa “Pod Murzynkiem”, rua Bohaterów Westerplatte 5, de meados do século XIX
- Casas, rua Bohaterów Westerplatte 6, 7, 8, 9, 10, 11, 12, 14 não existe, 15, de meados do século XIX
- Casas, rua Daszyńskiego 3, 7, 9, 11, 13, 15, 17, 27, de meados do século XIX
- Casa, praça Farny 1, dos séculos XVII/XVIII
- Casa, rua Głogowska 11, de 1799; antigo palácio da família von Schlichting, agora uma escola de música
- Casas no complexo de fábricas de açúcar, dos séculos XIX/XX, rua Kazimierza Wielkiego: casa do proprietário n.º 21, casa do diretor n.º 25, armazém n.º 23
- Casa, rua Kilińskiego 2, de meados do século XVII, n.º 8, de 1890
- Casa, rua Kopernika 2, de meados do século XIX
- Casa, rua Kościelna 1, dos séculos XVIII/XIX
- Casa, rua Kościuszki 3, dos séculos XVII e XVIII
- Casa, rua Łazienna 4, em enxaimel, dos séculos XVII/XVIII
- Casas, rua ks. Kostki 2, 3, 4, 6, 5, 7, 8, 9, 14, 20, 22, de meados do século XIX
- Casas, rua Niepodległości 5, 7, 9, 11, 13, 15, 17, 19, 21, do século XIX
- Casa, atualmente ZUS, rua Pocztowa 3, do início do século XIX
- Casa, rua Pocztowa 4/6, de meados do século XIX
- Antiga escola evangélica, rua Powstańców Wielkopolskich 16, de meados do século XIX
- Casas, rua Ratuszowa 1, 2, 10, XVII, de meados do século XIX
- Casas, praça principal 1, 2, 3, 4, 5, 6, 8, 9, 10, 11, 12, 13 / Rzeznicka 1, 14, 15, 16, 17, 18, não existem, 19, a partir dos séculos XVII/XVIII
- Casa, rua Strażacka 8, do século XIX
- Casa, rua Targowa 1, do século XIX, não existe
- Casa, rua Wolsztyńska 19, do início do século XX
- Casas —  edifícios residenciais, rua Zamkowy 2, de 1679, 2, 3, 4, 9, 10, 14, com relíquias do antigo castelo, renascentista de meados do século XVII, século XIX
- Moinhos de vento I e II, na estrada para Wolsztyn no século XIX, não existem

Outros monumentos:
- Cemitério judeu

## Monumentos
- Monumento às Vítimas da Guerra, rua Łazienna
- Monumento aos poloneses fronteiriços, praça Zielony Rynek
- Monumento à Associação Escoteira polonesa, praça Grunwald
- Monumento ao touro Ilona
- Diana, um monumento a Zofia Gorzenska, existente em 1906–1945, reconstruído em 2012
- Monumento comemorativo do 100.º aniversário da reconquista da independência da Polônia no cemitério paroquial

Monumentos da natureza
- Carvalho-roble na alameda Dębowa
- Plátano-europeu e olmo-branco-europeu na avenida J. Rogalińskiego
- Carvalho-roble na rua Garbarska.

Monumentos selecionados da cidade
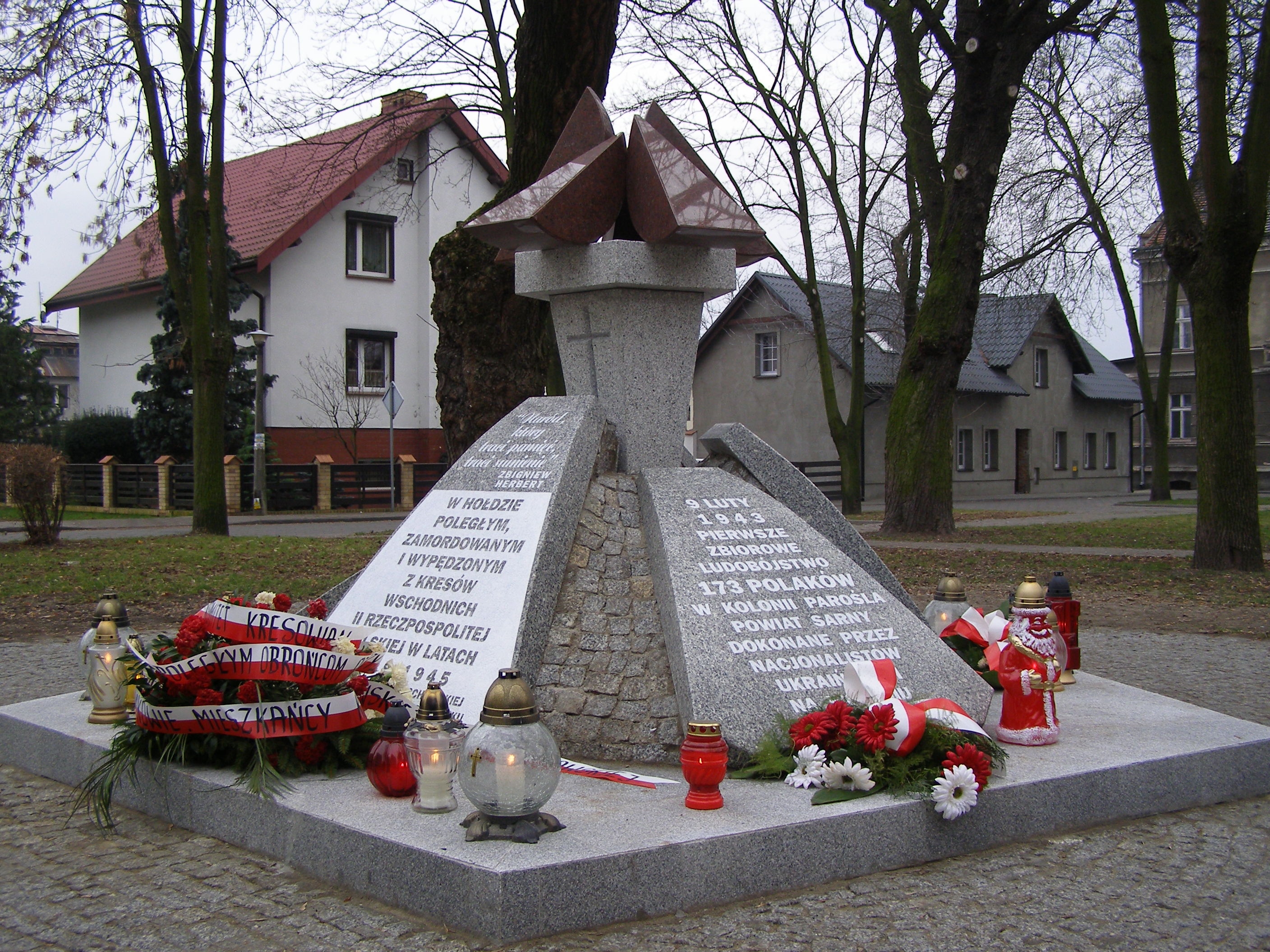
Monumento aos poloneses fronteiriços
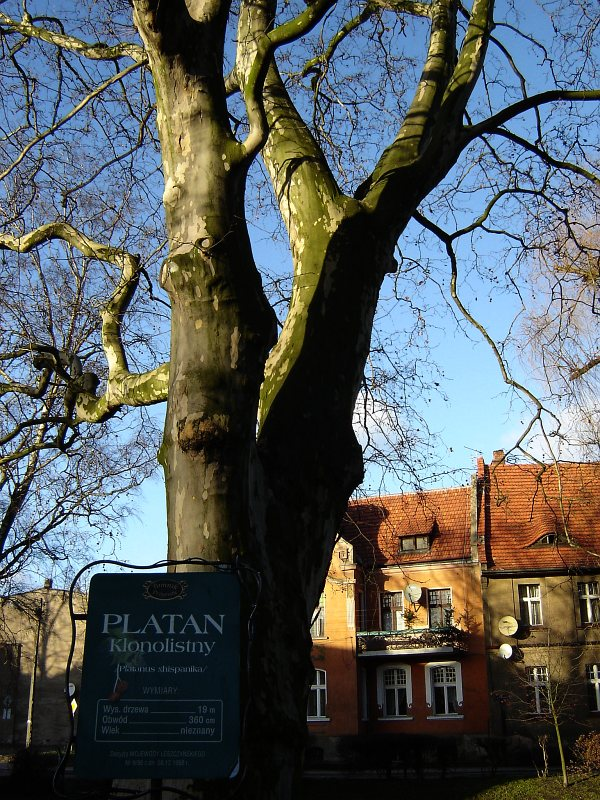
Plátano-europeu
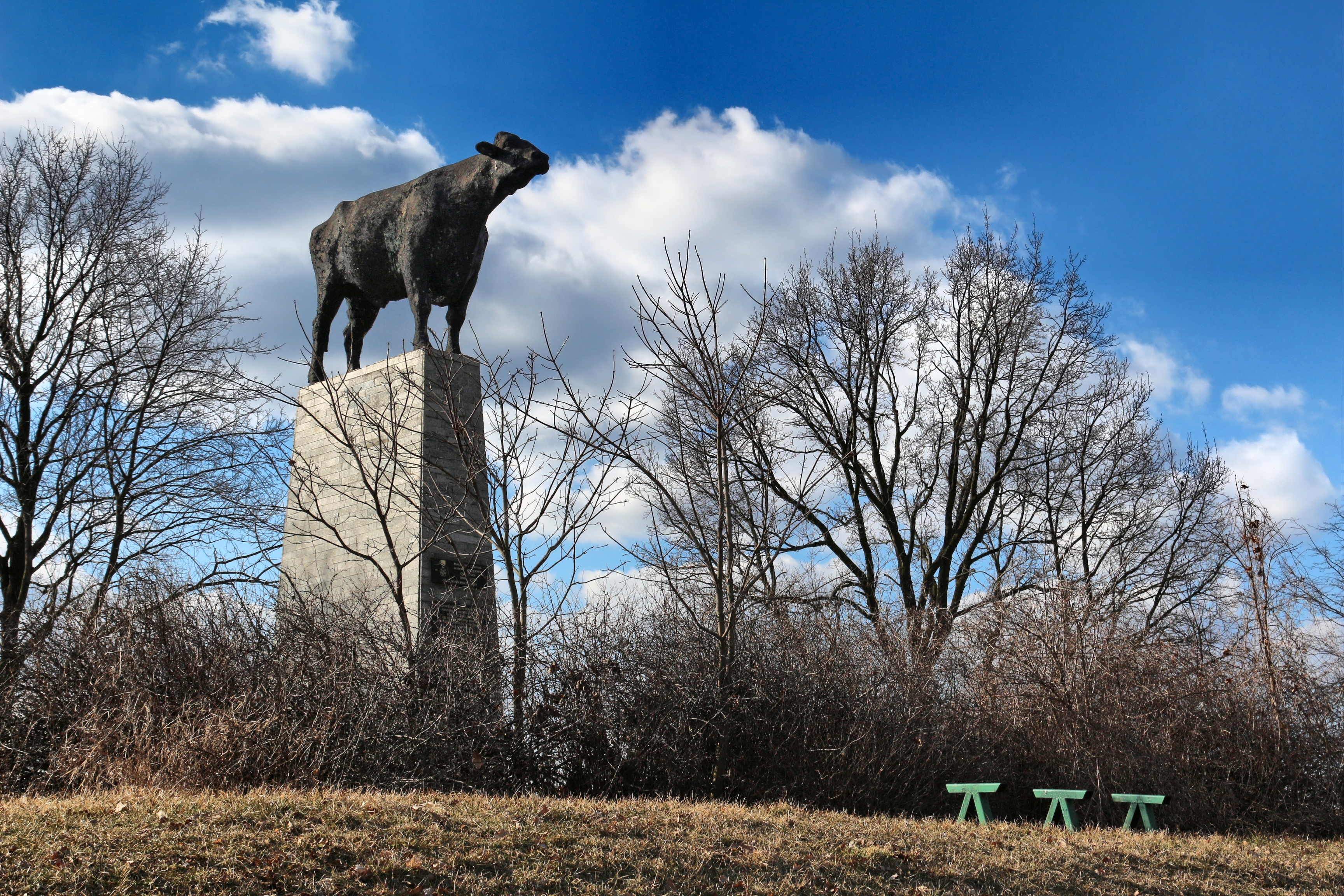
Monumento ao touro Ilona
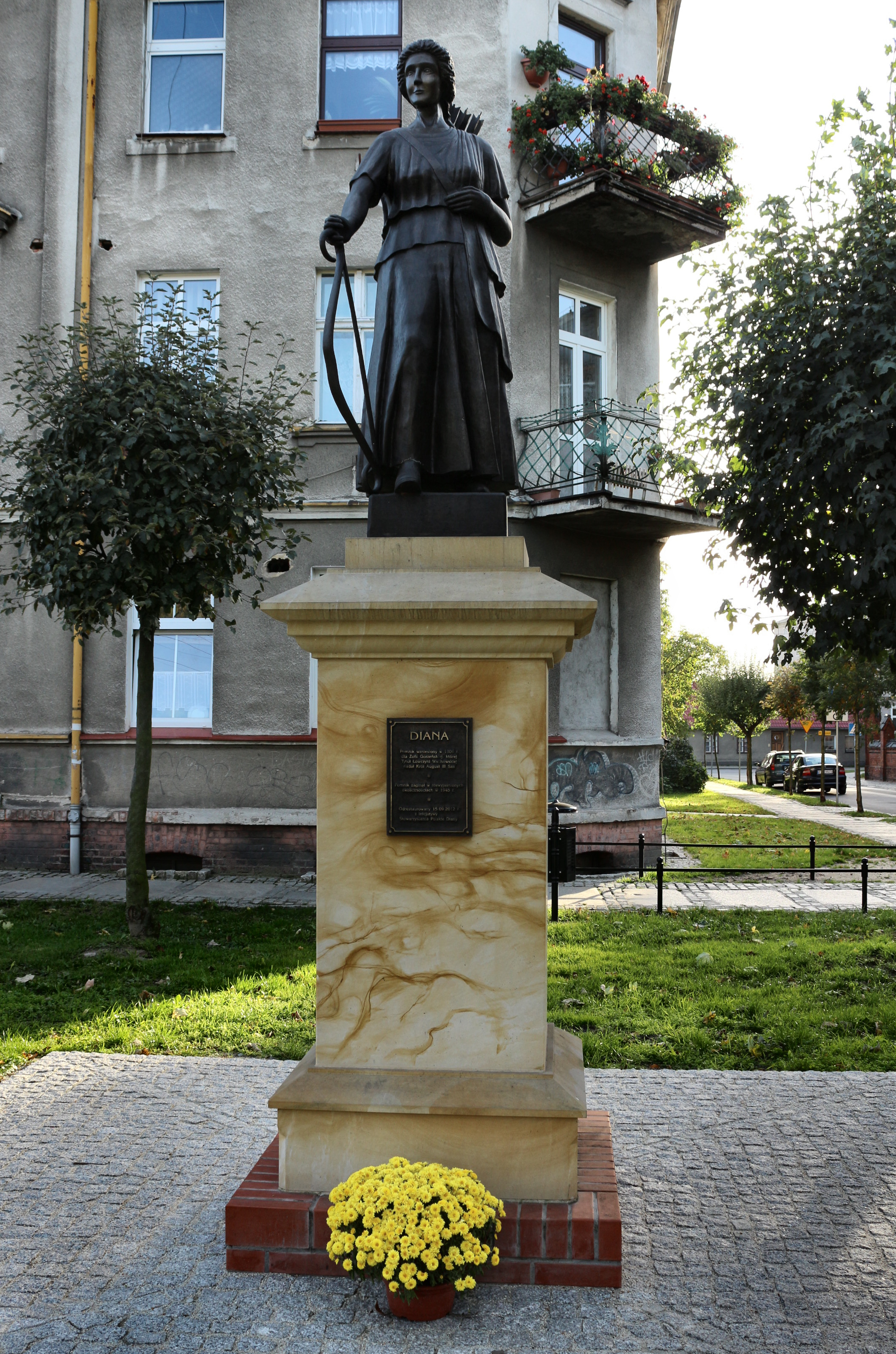
Diana, um monumento a Zofia Gorzenska
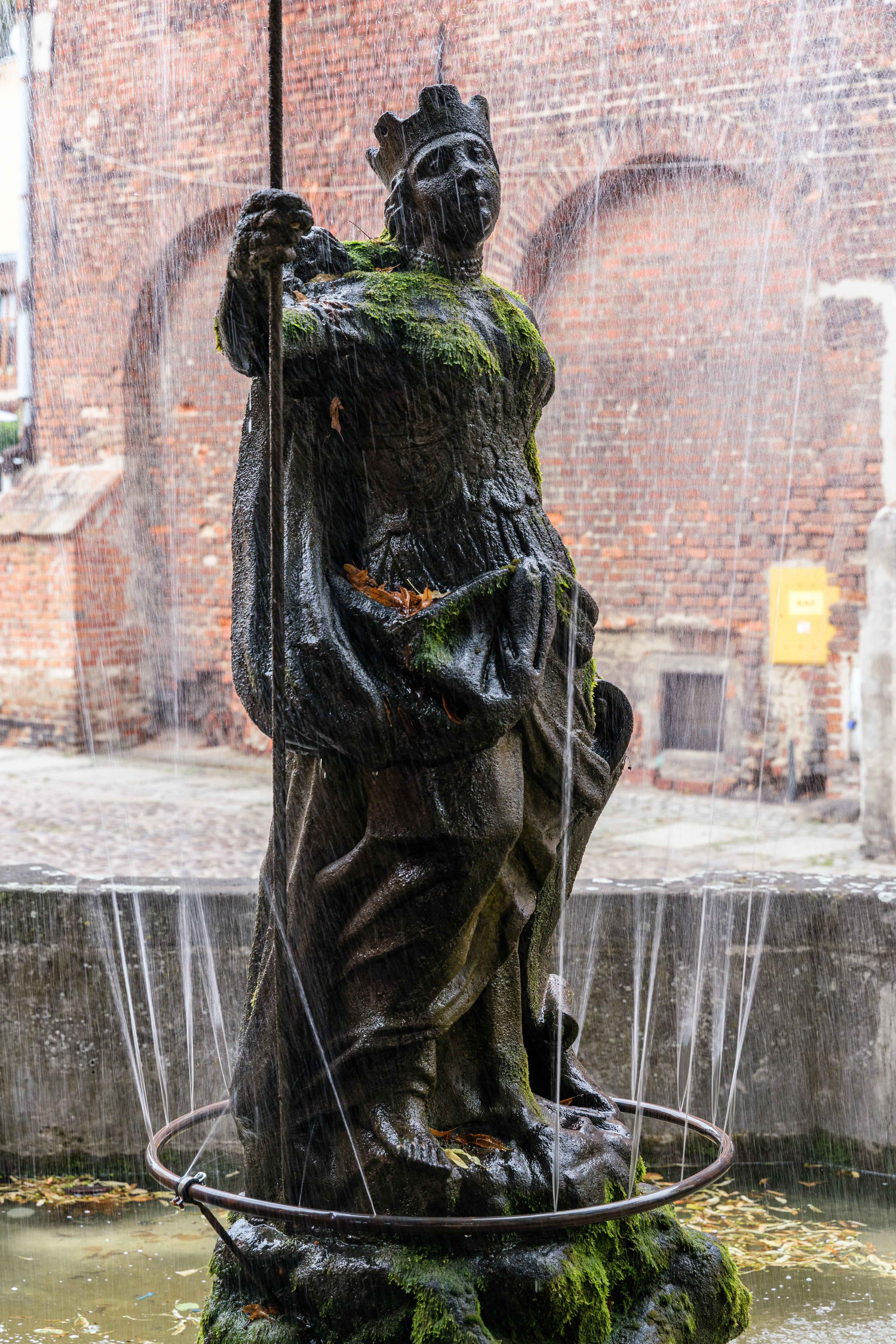
Fonte da cidade

## Cultura
- Biblioteca Pública da Cidade e Comuna de Wschowa
- Museu da região de Wschowa
- Centro de Cultura e Recreação (criado pela fusão do Centro Cultural e do Centro Esportivo e Recreativo)

## Educação
- Escola primária n.º 1 Polskich Olimpijczyków
- Escola primária n.º 2 Bohaterów Westerplatte
- Escola primária n.º 3 rua Jana Pawła II[43]
- Complexo Escolar Stanisław Staszic
- Escola secundária com filiais bilíngues Tomasz Zan
- Escola de Música 1.º Grau Karol Kurpiński
- Escola e Centro de Educação Janusz Korczak
- Centro de Educação Profissional e Continuada

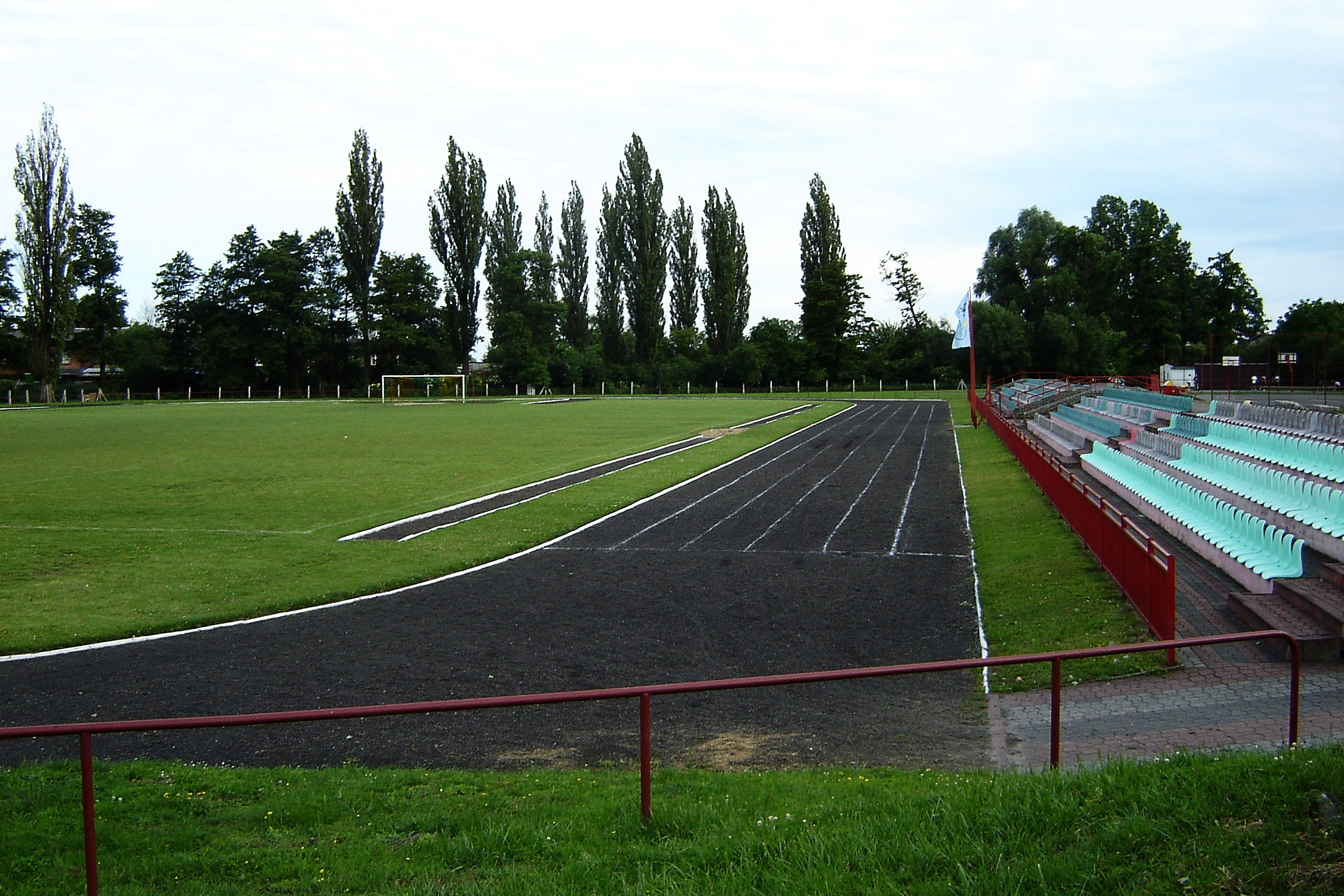
Estádio em Wschowa

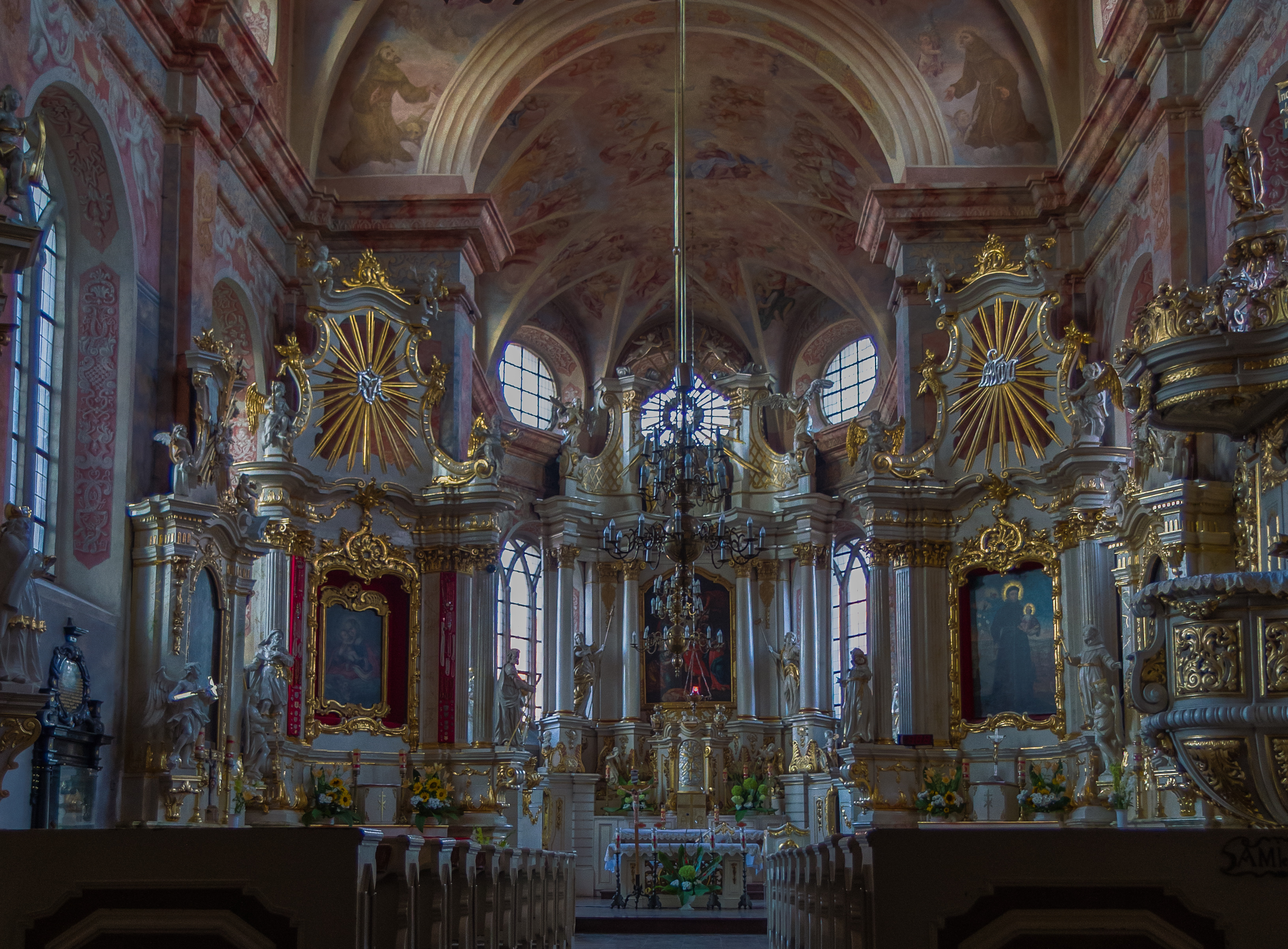
Interior do Mosteiro franciscano em Wschowa

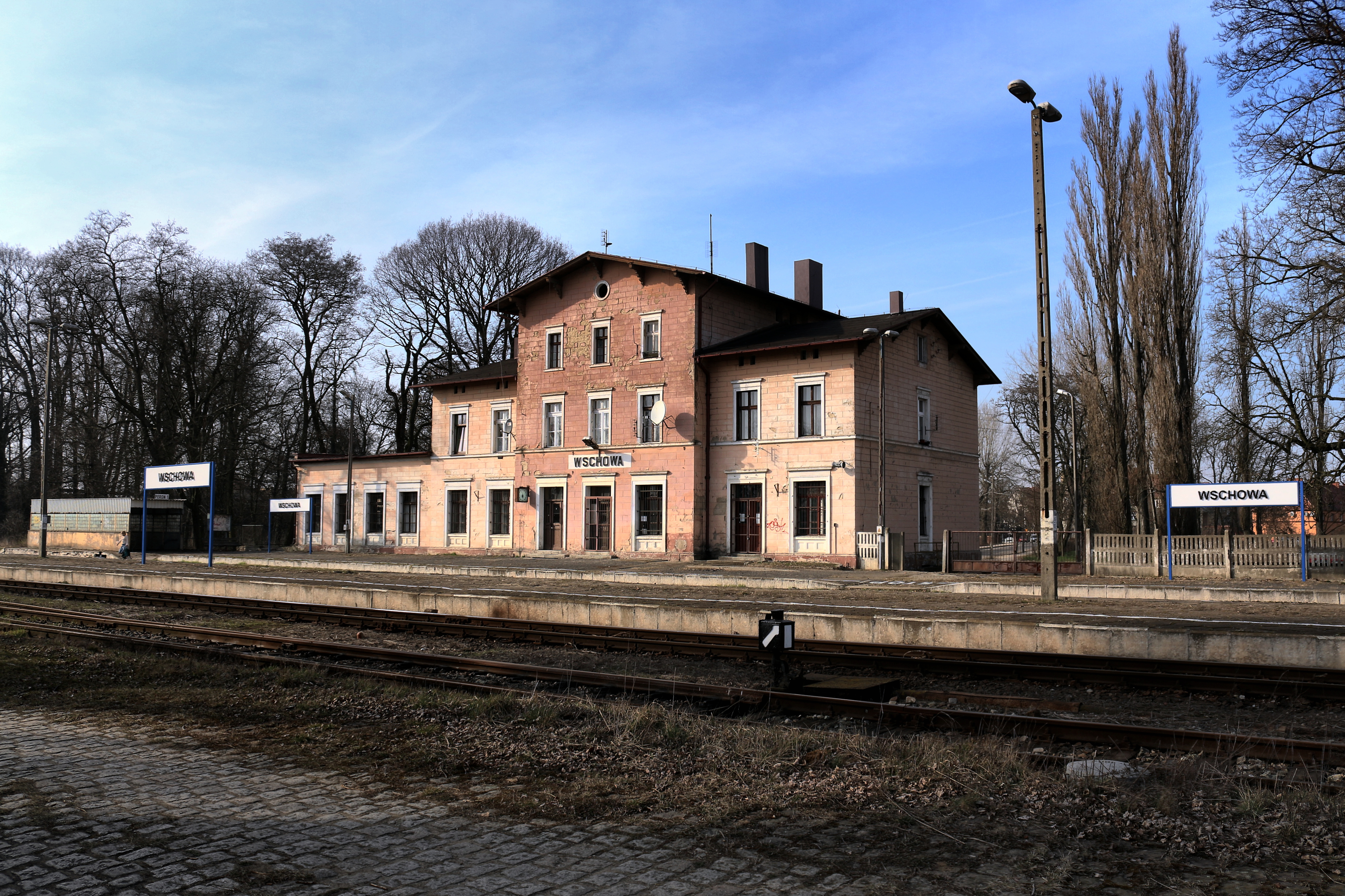
Estação ferroviária de Wschowa

## Esportes
Desde 1953, Wschowa tem um clube esportivo de futebol chamado “Pogoń” Wschowa, que joga na classe distrital de Zielona Góra. A equipe joga partidas no Estádio CKiR em Wschowa.
Desde 1978, existe um clube de xadrez chamado “Hetman” Wschowa.
Wschowa Motor Club fundado na década de 1980.
Em 2008, o Clube de Esportes do Povo Estudantil de Wschowa Korona Wschowa foi fundado. Por vários anos o Korona teve seções de basquetebol, futebol, acrobacia, tênis de mesa e voleibol. Antes do início da rodada de primavera da temporada 2017/2018, o conselho de administração do Korona retirou a equipe sênior da Classe Distrital e atualmente o clube administra apenas grupos de jovens.

## Comunidades religiosas

### Igreja católica
- Paróquia de Santa Edviges Rainha em Wschowa[44]
- Paróquia de Santo Estanislau Bispo e Mártir em Wschowa[45]
- Paróquia de São José em Wschowa[46]

### Testemunhas de Jeová
- Igreja em Wschowa (Salão do Reino)

## Transportes
- Łęknica — Dorohusk: estrada nacional n.º 12
- Sulechów — Wschowa: estrada provincial n.º 278
- Nowy Tomyśl — Wroniniec: estrada provincial n.º 305

## Clima (1979–2013)
| Dados climatológicos para Wschowa                | Dados climatológicos para Wschowa | Dados climatológicos para Wschowa | Dados climatológicos para Wschowa | Dados climatológicos para Wschowa | Dados climatológicos para Wschowa | Dados climatológicos para Wschowa | Dados climatológicos para Wschowa | Dados climatológicos para Wschowa | Dados climatológicos para Wschowa | Dados climatológicos para Wschowa | Dados climatológicos para Wschowa | Dados climatológicos para Wschowa | Dados climatológicos para Wschowa |
| Mês                                              | Jan                               | Fev                               | Mar                               | Abr                               | Mai                               | Jun                               | Jul                               | Ago                               | Set                               | Out                               | Nov                               | Dez                               | Ano                               |
| ------------------------------------------------ | --------------------------------- | --------------------------------- | --------------------------------- | --------------------------------- | --------------------------------- | --------------------------------- | --------------------------------- | --------------------------------- | --------------------------------- | --------------------------------- | --------------------------------- | --------------------------------- | --------------------------------- |
| Temperatura máxima recorde (°C)                  | 15,1                              | 18,5                              | 22,0                              | 30,0                              | 31,1                              | 35,8                              | 36,9                              | 37,4                              | 30,2                              | 26,2                              | 18,0                              | 14,7                              | 37,4                              |
| Temperatura máxima média (°C)                    | 1,8                               | 3,1                               | 8,0                               | 14,2                              | 19,7                              | 22,3                              | 24,4                              | 24,2                              | 19,1                              | 13,6                              | 6,8                               | 3,1                               | 13,4                              |
| Temperatura média (°C)                           | −1,0                              | −0,2                              | 3,6                               | 8,7                               | 13,8                              | 16,6                              | 18,6                              | 18,2                              | 13,8                              | 9,0                               | 3,8                               | 0,5                               | 8,8                               |
| Temperatura mínima média (°C)                    | −3,9                              | −3,5                              | −0,2                              | 3,3                               | 7,9                               | 11,0                              | 13,0                              | 12,6                              | 9,0                               | 4,9                               | 0,9                               | −2,1                              | 4,4                               |
| Temperatura mínima recorde (°C)                  | −27,0                             | −23,3                             | −17,2                             | −6,9                              | −3,2                              | 2,0                               | 4,5                               | 4,3                               | 0,4                               | −6,3                              | −12,3                             | −19,9                             | −27,0                             |
| Precipitação (mm)                                | 34                                | 31                                | 37                                | 31                                | 45                                | 54                                | 77                                | 64                                | 41                                | 31                                | 36                                | 40                                | 521                               |
| Dias com precipitação                            | 10                                | 9                                 | 9                                 | 6                                 | 9                                 | 10                                | 11                                | 10                                | 8                                 | 7                                 | 9                                 | 10                                | 108                               |
| Fonte: Com base nos anos de 1979–2013 2022-05-16 |                                   |                                   |                                   |                                   |                                   |                                   |                                   |                                   |                                   |                                   |                                   |                                   |                                   |